# Free Willy (série animada)
Free Willy é uma série de desenho animado estadunidense-canadense inspirada pelo filme homônimo de 1993.
A série de televisão foi produzida pela Regency Enterprises e pela companhia canadense Nelvana para a Warner Bros. Este programa, que foi ao ar por uma temporada (1994) pela American Broadcasting Company, dá continuidade às aventuras de Jesse e Willy, apresentados no filme. O enredo em geral é uma reminiscência de Moby Dick: um barão do petróleo, conhecido pelos personagens principais apenas como um ciborgue chamado "O Máquina" até o último episódio, perde seu braço para Willy ao comenter uma atrocidade ambiental e quer se vingar "daquela maldita baleia... e seu garoto".
Enquanto que a primeira metade do programa focava principalmente as aventuras de Jesse e Willy na Reserva Oceânica Ilha Nebulosa, a segunda metade levou-os ao Ártico, com o grupo retornando justamente a tempo para um especial de Natal.
No Brasil o desenho já foi ao ar na Rede Globo através do programa Angel Mix, e posteriormente ficou por vários anos sendo reprisado pelo SBT nos programas Bom Dia & Cia. e Sábado Animado.

## Enredo
Jesse e seus pais adotivos mudam-se para o litoral. Ele passa a trabalhar num centro de pesquisa e resgate de vida selvagem do qual Randolph agora faz parte. No primeiro episódio, Jesse descobre que é capaz de falar com os animais. Isto permite que Willy e os outros personagens animais do programa tenham personalidades plenas e papéis maiores nos episódios.
O principal antagonista da série é um homem chamado Máquina, que busca se vingar de Willy, pois este é responsável por Máquina perder um braço e parte de seu rosto, tornando-o um ciborgue (primeiramente, estava implícito que Willy os arrancara, mas um flashback revelou que Willy causou a destruição de seu submarino, que o arremessou à hélice de um navio). Ele ainda usa sua antiga identidade de Sr. Stone. Máquina também criou criaturas oriundas de lixo tóxico que são verdes e viscosas, e não muito brilhantes. Eles levam a cabo suas instruções de poluir e destruir criaturas vivas e ecossistemas.
Através da série, Máquina sempre aparece com planos e esquemas para destruir Willy e o ecossistema, os quais envolvem jogar lixo no oceano e criar armas, tais como uma lula gigante com apreço por orcas, e provocar uma maré vermelha para destruir todas as criaturas vivas.

## Dublagem
- Zachary Bennett - Jesse
- Paul Haddad - Willy
- Gary Krawford - Máquina
- Alyson Court - Lucille (um leão-marinho-da-califórnia falante)
- Rachael Crawford - Marlene (assistente de pesquisa marinha)
- Neil Crone - Sr. Naugle (biólogo marinho)
- Michael Fletcher - Randolph
- James Kidnie - Anfonídeos (criaturas servas do Máquina)
- Ron Len - Glen
- Sheila McCarthy - Annie
- Andrew Sabiston - Frickey (publicitário da companhia de petróleo de Stone)
- Kevin Zegers - Einstein (golfinho-nariz-de-garrafa falante)

### Dublagem brasileira
- Estúdio: Herbert Richers
- Direção: Mário Monjardim

- Luiz Sérgio Vieira/ Sérgio Cantú - Jesse
- Peterson Adriano/Manolo Rey - Willy
- Maurício Berger/Luiz Feier Motta - Máquina
- Fernanda Crispim - Lucille
- Lina Rossana - Marlene
- Miguel Rosenberg - Sr. Nagle
- Paulo Flores/Darcy Pedrosa - Randolph
- Clécio Souto e Luiz Brandão - Anfonídeos
- José Luiz Barbeito - Glenn
- Marcos Souza - Einstein